# Orochelidon
Orochelidon – rodzaj ptaków z podrodziny jaskółki w obrębie rodziny jaskółkowatych (Hirundinidae).

## Rozmieszczenie geograficzne
Rodzaj obejmuje gatunki występujące w Ameryce Południowej.

## Morfologia
Długość ciała 12–14 cm, masa ciała 8,8–19 g.

## Systematyka
Rodzaj zdefiniował w 1903 roku amerykański ornitolog Robert Ridgway w artykule poświęconym opisowi nowych rodzajów, gatunków i podgatunków amerykańskich ptaków, opublikowanym w czasopiśmie Proceedings of the Biological Society of Washington. Gatunkiem typowym jest (oryginalne oznaczenie) jaskółeczka płowobrzucha (O. murina).

### Etymologia
- Orochelidon: gr. ορος oros, ορεος oreos ‘góry’ (tj. ekwadorskie Andy); χελιδων khelidōn, χελιδονος khelidonos ‘jaskółka’[5].
- Haplochelidon: gr. ἁπλοος haploos ‘pojedynczy’; χελιδων khelidōn, χελιδονος khelidonos ‘jaskółka’[6]. Gatunek typowy (oryginalne oznaczenie): Hirundo andecola d'Orbigny & Lafresnaye, 1838

### Podział systematyczny
Do rodzaju należą następujące gatunki:
- Orochelidon flavipes (Chapman, 1922) – jaskółeczka rdzawogardła
- Orochelidon murina (Cassin, 1853) – jaskółeczka płowobrzucha
- Orochelidon andecola (d’Orbigny & Lafresnaye, 1838) – jaskółeczka lśniąca